# Rhinella
Rhinella is een geslacht van kikkers uit de familie van de padden (Bufonidae). De groep werd beschreven door Leopold Fitzinger in 1826. Oorspronkelijk werd de wetenschappelijke naam Oxyrhynchus  gebruikt door Johann Baptist von Spix, maar deze naam werd later verworpen.
Er zijn 91 soorten inclusief de in 2015 beschreven soorten Rhinella gildae en Rhinella sebbeni. De bekendste soort is de reuzenpad (Rhinella marina), die een enorm verspreidingsgebied heeft.
De kikkers komen voor in delen van Zuid-Amerika en leven in de landen Panama in het noorden tot Bolivia en Brazilië in het zuiden.

## Soorten
- Rhinella abei
- Rhinella achalensis
- Rhinella achavali
- Rhinella acrolopha
- Rhinella acutirostris
- Rhinella alata
- Rhinella amabilis
- Rhinella amboroensis
- Rhinella arborescandens
- Rhinella arenarum
- Rhinella arequipensis
- Rhinella arunco
- Rhinella atacamensis
- Rhinella azarai
- Rhinella bergi
- Rhinella bernardoi
- Rhinella casconi
- Rhinella castaneotica
- Rhinella centralis
- Rhinella ceratophrys
- Rhinella cerradensis
- Rhinella chavin
- Rhinella chrysophora
- Rhinella cristinae
- Rhinella crucifer
- Rhinella dapsilis
- Rhinella diptycha
- Rhinella dorbignyi
- Rhinella fernandezae
- Rhinella festae
- Rhinella fissipes
- Rhinella gallardoi
- Rhinella gildae
- Rhinella gnustae
- Rhinella granulosa
- Rhinella henseli
- Rhinella hoogmoedi
- Rhinella horribilis
- Rhinella humboldti
- Rhinella icterica
- Rhinella inca
- Rhinella inopina
- Rhinella iserni
- Rhinella jimi
- Rhinella justinianoi
- Rhinella leptoscelis
- Rhinella lescurei
- Rhinella limensis
- Rhinella lindae
- Rhinella macrorhina
- Rhinella magnussoni
- Rhinella major
- Rhinella manu
- Rhinella margaritifera
- Rhinella marina – Reuzenpad
- Rhinella martyi
- Rhinella merianae
- Rhinella mirandaribeiroi
- Rhinella multiverrucosa
- Rhinella nattereri
- Rhinella nesiotes
- Rhinella nicefori
- Rhinella ocellata
- Rhinella ornata
- Rhinella paraguas
- Rhinella paraguayensis
- Rhinella poeppigii
- Rhinella proboscidea
- Rhinella pygmaea
- Rhinella quechua
- Rhinella roqueana
- Rhinella rostrata
- Rhinella rubescens
- Rhinella rubropunctata
- Rhinella ruizi
- Rhinella rumbolli
- Rhinella schneideri
- Rhinella scitula
- Rhinella sclerocephala
- Rhinella sebbeni
- Rhinella spinulosa
- Rhinella stanlaii
- Rhinella sternosignata
- Rhinella tacana
- Rhinella tenrec
- Rhinella truebae
- Rhinella vellardi
- Rhinella veraguensis
- Rhinella veredas
- Rhinella yanachaga
- Rhinella yunga

Adenomus · 
Altiphrynoides · 
Amazophrynella · 
Anaxyrus · 
Ansonia · 
Atelopus · 
Barbarophryne · 
Blythophryne · 
Bufo · 
Bufoides · 
Bufotes · 
Capensibufo · 
Churamiti · 
Dendrophryniscus · 
Didynamipus · 
Duttaphrynus · 
Epidalea · 
Frostius · 
Ghatophryne · 
Incilius · 
Ingerophrynus · 
Laurentophryne · 
Leptophryne · 
Melanophryniscus · 
Mertensophryne · 
Metaphryniscus · 
Nannophryne · 
Nectophryne · 
Nectophrynoides · 
Nimbaphrynoides · 
Oreophrynella · 
Osornophryne · 
Parapelophryne · 
Pedostibes · 
Pelophryne · 
Peltophryne · 
Phrynoidis · 
Poyntonophrynus · 
Pseudobufo · 
Rentapia · 
Rhaebo · 
Rhinella · 
Sabahphrynus · 
Schismaderma · 
Sclerophrys · 
Strauchbufo · 
Truebella · 
Vandijkophrynus · 
Werneria · 
Wolterstorffina · 
Xanthophryne